# Клиат
Клиа́т (осет. Хълиат) — село в Алагирском районе Республики Северная Осетия — Алания (Российская Федерация). Относится к Зарамагскому сельскому поселению. В селении имеется сельская администрация (Зарамагская администрация).

## Географическое положение
Село расположено на склоне горы на правом берегу реки Клиатыдон. Расстояние до селения Лисри 900 м, до Тли — 1,4 км.

## Население
Населено, в основном, осетинами.

## Описание села
В селении находятся боевая башня Цахоевых, башня Токовых, ганах Токовых, ганах Боциевых.

## Топографические карты
- Лист карты K-38-40 Верх. Згид. Масштаб: 1 : 100 000. Состояние местности на 1984 год. Издание 1988 г.